# ICE 3
인터시티익스프레스 3호(독일어: ICE 3) 또는 독일철도 403급, 406급, 407급(독일어: DBAG Class 403, DBAG Class 406, DBAG Class 407)은 독일철도의 동력 분산식 고속 열차이다. 설계 최고 속도는 시속 330km이며, 독일 국내에서는 영업 최고 속도 300 km/h, 프랑스에서는 320 km/h까지 낼 수 있다. 파생형을 합쳐서 총 67편성 생산되었다. ICE 3 50편성(403호대)은 단일 전기 방식이며, 독일 국내 및 스위스 바젤로 운행한다. 네덜란드 소유 4편성을 포함하여, ICE 3M 11편성(406호대)은 암스테르담 및 브뤼셀로 운행할 수 있다. ICE 3MF 6편성(406F호대)은 과거 ICE 3M에서 개조되었으며, 프랑스로도 운행할 수 있다.
1996년 중반에 계획되었을 때에는 ICE 2.2/ICE W(와전류제동; 독일어: Wirbelstrombremse)라는 임시 이름을 가지고 있었다. 복전압 차량으로 405호대를 계획하였으나 실제 제작되지는 않았다.
제작사 중 지멘스는 ICE 3 프로젝트가 끝나고, 이를 기반으로 지멘스 벨라로를 개발하였다. 2008년 지멘스는 독일 전용 지멘스 벨라로 D를 2011년부터 2012년까지 생산할 예정이라고 밝혔다. 지멘스는 ICE 3M/F를 기반으로 해외에 수출하기 위해 스페인, 중화인민공화국, 러시아, 영국, 터키 모델을 갖춘 지멘스 벨라로를 개발하였다.

## 세부 모델

### 독일철도 403급

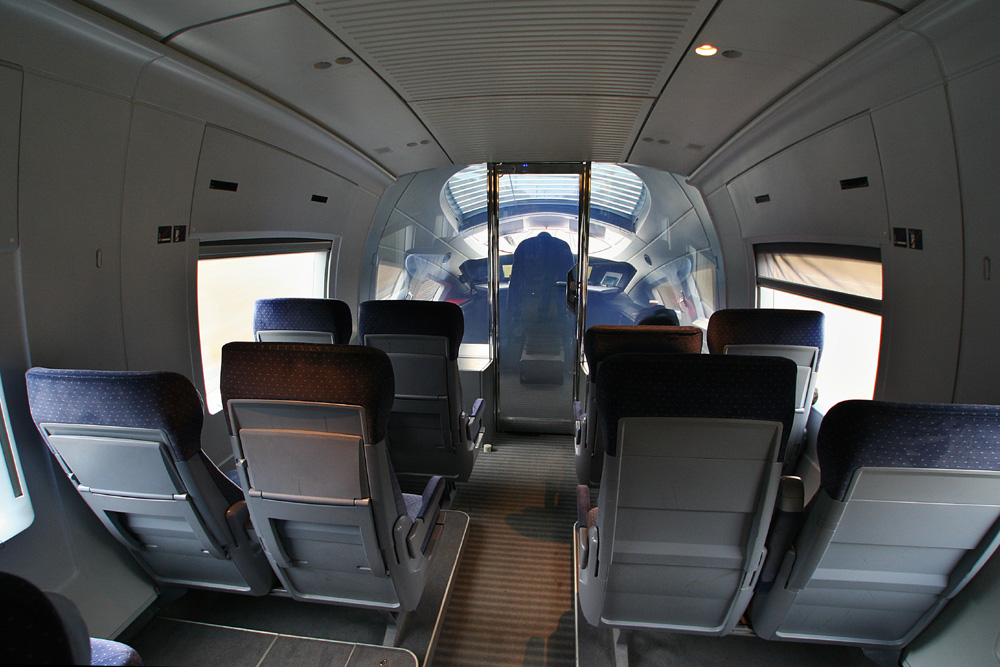
ICE 3 내부

독일철도 403급(독일어: DBAG Class 403) 또는 인터시티익스프레스 3호(독일어: ICE 3)는 기존 모델인 ICE 1, ICE 2 모델보다 내구성이 더 강한 고속열차를 제작하는 것을 목적으로 견인 전동기를 분산하는 모델을 채택하면서 달성되었다. 영업 최고 속도로 330km 운행을 허가했고 첫 운행 당시 최고 속도가 368km를 도달했다. 인터시티익스프레스의 최고 영업 속도가 300km에 해당된다.
1997년에 쾰른-프랑크푸르트 고속철도 노선에 투입하기 위해 50편성을 지멘스와 ADtranz에 주문했다.
한편 독일철도는 2017년 4월에 공식 보도를 통해 오는 2020년까지 현대화를 추진하고 있다. 하지만 추운 환경을 고려하지 않고 현대화 작업을 시행한 것에 대해 승객들의 불만이 제기되었다.

### 독일철도 406급

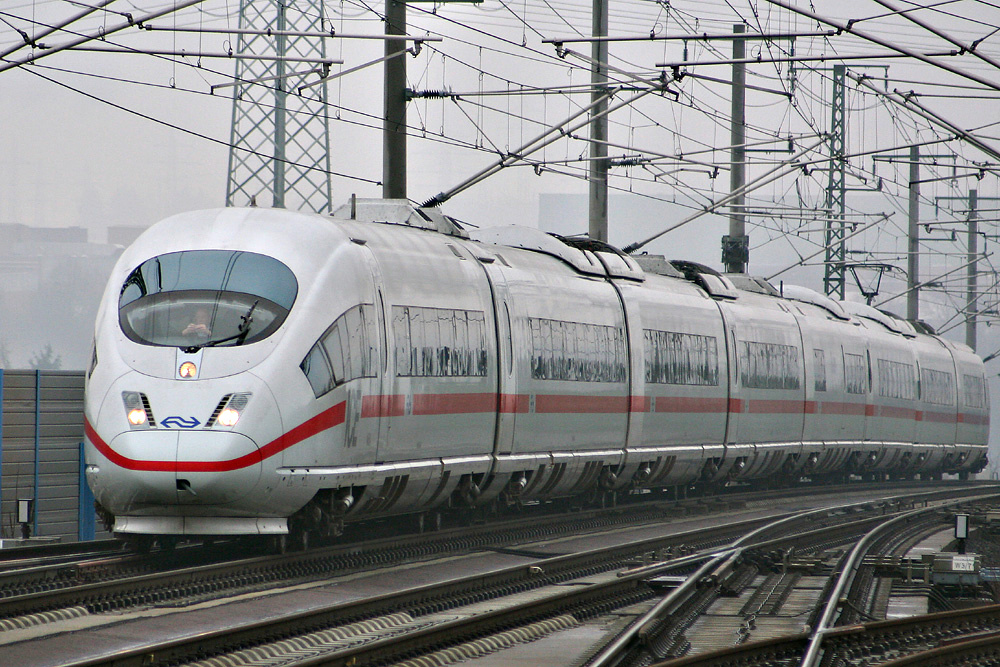
ICE 3M

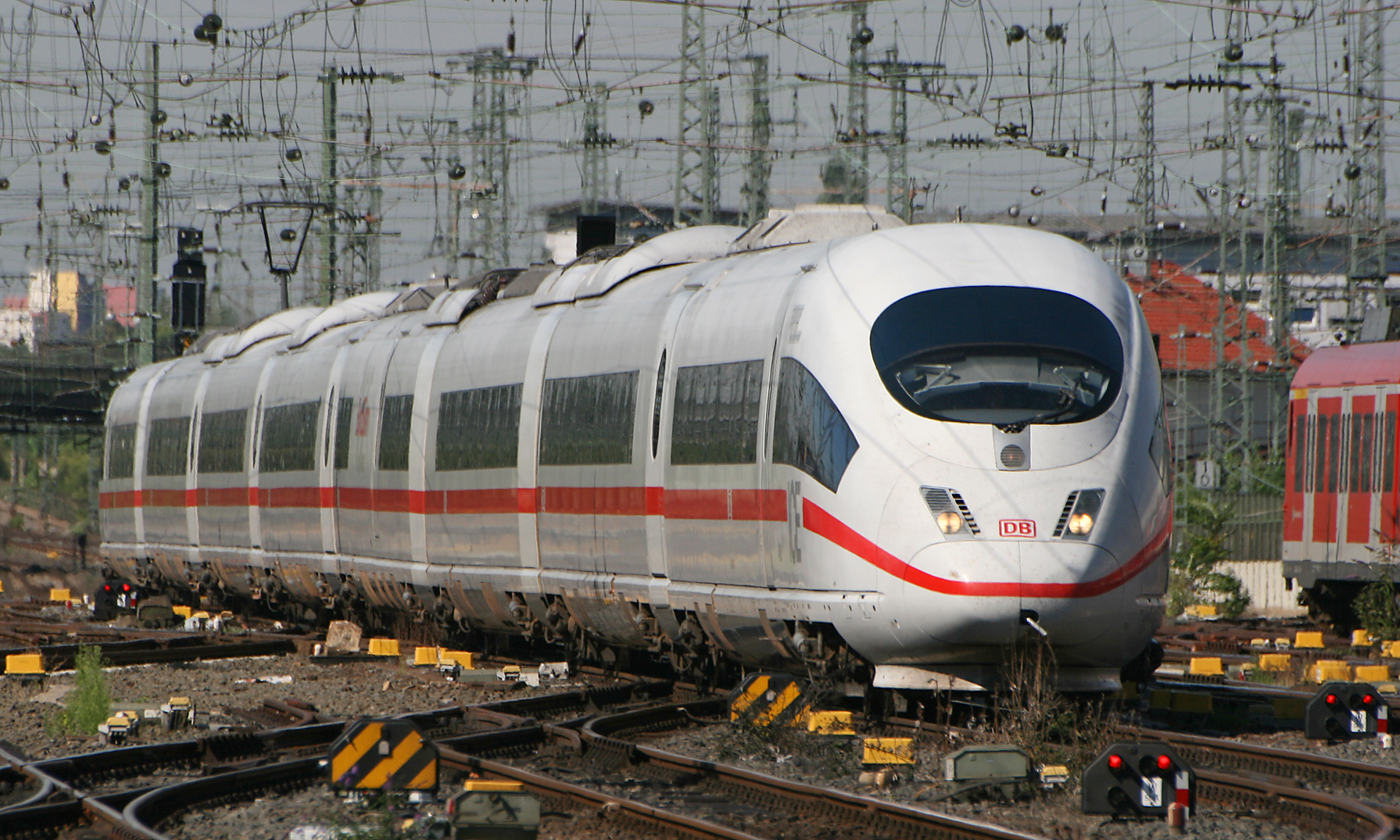
ICE 3M

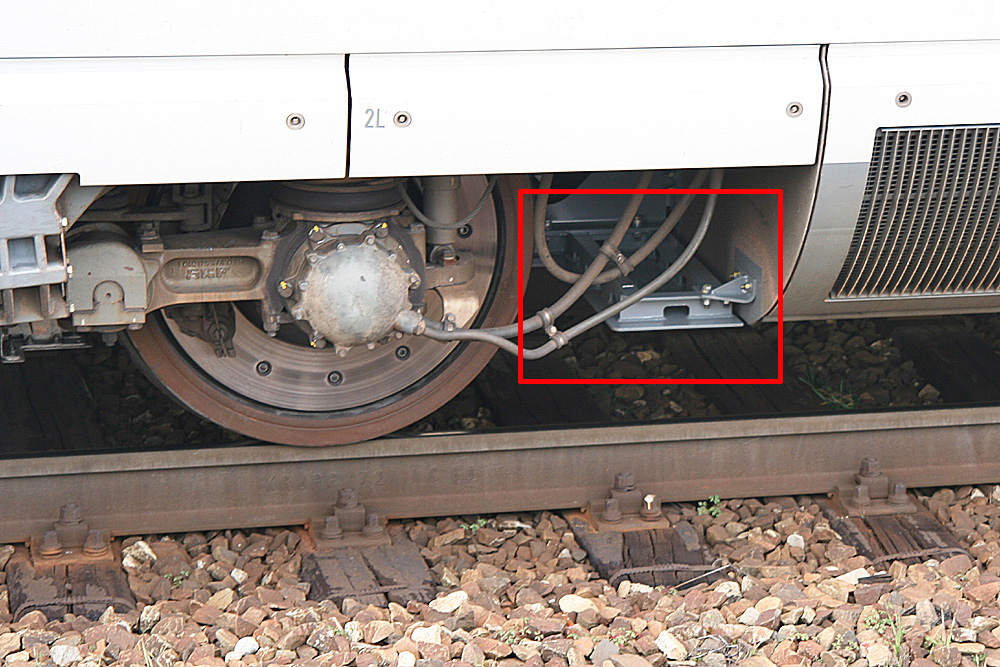
ICE 3MF 편성의 대차 주변에 달려 있는 스포일러

독일철도 406급(독일어: DBAG Class 406) 또는 인터시티익스프레스 3M호(독일어: ICE 3M)는 이전 차량보다 더 높은 출력, 더 가벼운 열차를 제작한다는 목표로 설계되었다. 이를 위하여 기존 차량과는 달리 16개의 전동기를 열차 하부에 배치하는 동력 분산식으로 설계하였다. 시험 운행에서는 영업 최고 속도 시속 368km를 경신했고, 허용된 영업 최고 속도는 시속 330 km이다. 일반 ICE 서비스에서는 선로 한계 때문에 시속 300km지만 내며, 프랑스 LGV 에스트에서는 시속 320km까지 낼 수 있다.
별도의 기관차가 없기 때문에 선두차에도 좌석을 설치할 수 있으며, 운전실 바로 뒤에 유리벽으로 분리된 전망석이 설치되어 있다.
ICE 3M은 유럽에서 사용되는 4종류의 서로 다른 전력 시스템을 지원하며, 다양한 국가의 신호 시스템을 지원한다. 도이체 반에서 13편성, NS에서 4편성을 주문하여 총 17편성 제작되었고, 이 중 6편성은 프랑스에서도 운행할 수 있는 ICE 3MF로 개조되었다. NS 소유 차량은 NS 로고를 부착하고 있지만, 도이체 반과 공동으로 배차되기 때문에 독일 국내 서비스에 사용되기도 한다.
2002년 벨기에 직류 3kV 노선의 영업을 허가받았고, 최고 영업 속도는 160km까지 운행한다. 2004년에는 고속선 영업을 허가받았으며, 고속 운행 시 노반의 자갈이 튀는 문제와 와전류제동 문제가 발생하였기 때문에 초기에는 시속 250km까지 낼 수 있었다. 토네이도가 만들어져서 자갈이 딸려 올라와 열차를 파손시키는 문제를 막기 위해서 대차 부근에 스포일러가 추가되었다. 와전류제동 사용 시 자기를 사용하는 궤도상 장치가 파손되기 때문에 벨기에에서는 와전류제동을 사용할 수 없다. 유럽 연합의 상호 운행성 기술 표준에 의하여 자기를 사용하지 않는 장비로 교체해야 한다.
2005년 말부터 프랑스 운행을 위한 시운전을 시작했다. 벨기에와 비슷한 문제가 발생하였지만 LGV 에스트에서 2007년 6월 20일부터 영업 운행을 시작하였다. 2007년 12월부터 독일철도는 프랑크푸르트 ~ 파리 ICE 서비스를 시작하였고, 초기에는 1일 5회 왕복 운행하였다. 프랑스 운행을 위해서 수정된 편성은 ICE 3MF라고 불리며 봄바디어 헤닝스도르프 공장에서 개조되었다.
스위스에서는 운행 허가를 빨리 받았으나, 2006년 프랑스 TVM과 KVB와 간섭하는 ZUB와 Integra-Signum 시스템을 철거해서 운행 허가를 잃었다.

### 독일철도 407급

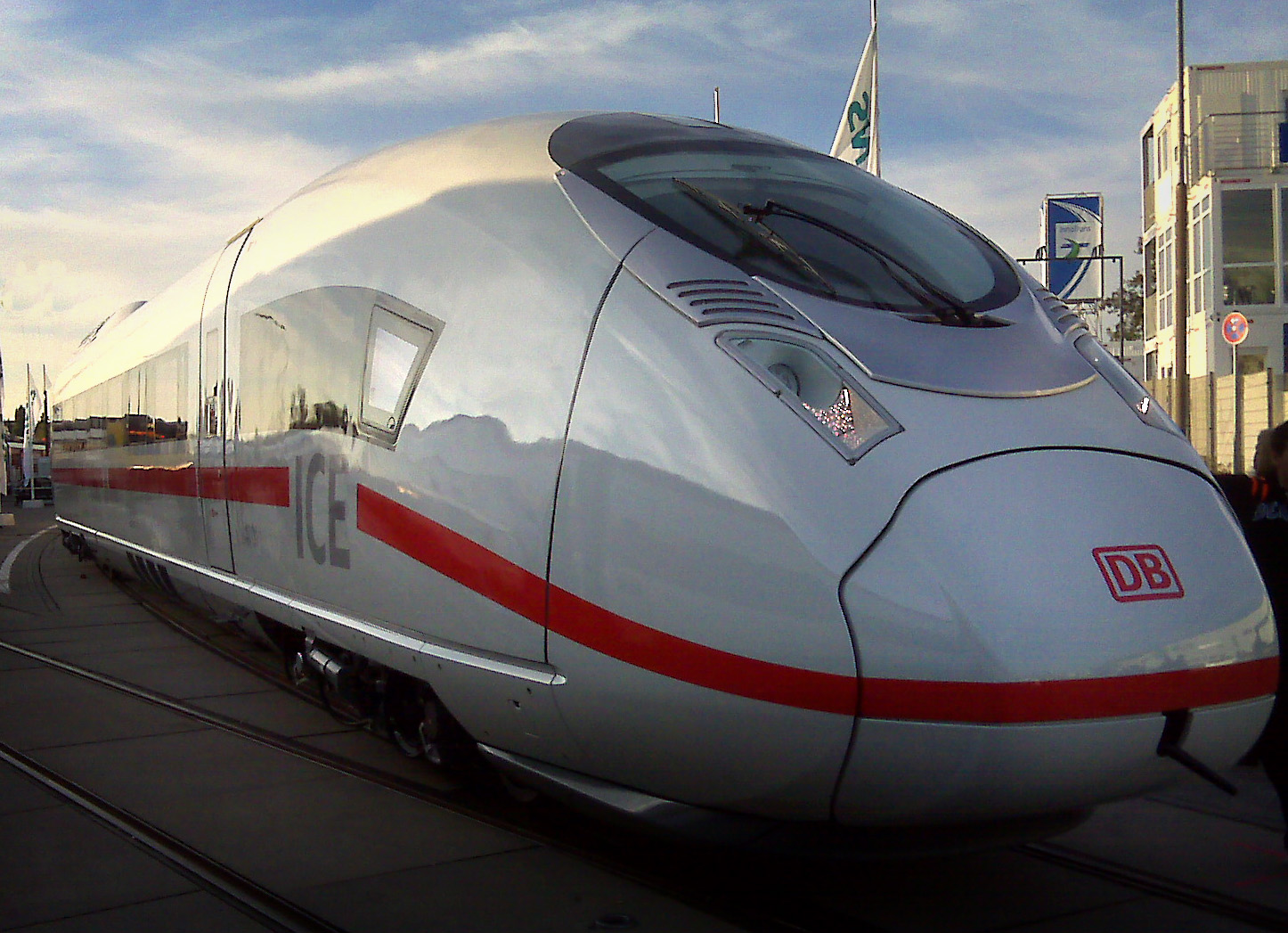
ICE D

독일철도 407급(독일어: DBAG Class 407) 또는 인터시티익스프레스 벨라로 D호(독일어: ICE Velaro D)는 2008년 11월에 독일철도가 5억 유로를 들여 주문했다. 2010년 4월에 독일 노르트라인베스트팔렌주 크레펠트 지멘스 공장에서 최초로 지멘스 벨라로 D를 공개했다.
영업 최고 속도의 경우 시속 320km로 설계되었고, 기존의 모델보다 더 넓어졌고 소음이 감소되었다. 또한 이전 모델과 달리 결함을 줄였고 사고와 화재에 대비해 안전 장치가 장착되었다. 한편 새롭게 도입된 열차는 독일 노선에 국한되지 않고 벨기에, 프랑스, 네덜란드를 잇는 국제 노선에 도입하기 위해 발주했다.
또한 채널 터널 운행을 목적으로 독일철도가 2015년까지 프랑크푸르트에서 암스테르담, 런던을 잇는 국제 고속열차 노선에 도입하기 위해 발주를 검토했으나 도입 지연으로 발주가 모두 취소되었다.
당초 2011년부터 운행할 예정이였으나 운행이 계속 연기되었다. 2013년 12월부터 4편성이 최초로 인도되었고 모두 독일 노선에 운행하고 있다. 2014년에 4편성의 열차가 추가로 인도되었고 8편성의 경우 향후 프랑스, 벨기에를 잇는 노선에 도입하기 위해 시험 운행을 하고 있으며 당국에 승인을 받으면 운행에 들어갈 예정이다.
2011년 6월, 독일철도는 2010년 8월에 사고로 대파된 ICE3MF편성을 대체하기 위해 지멘스 벨라로 D를 추가로 주문했다.

## 기타
독일철도는 하노버에서 열리는 2000년 세계 박람회를 대비해 120편의 열차를 투입해 운행했다. 특별 열차 중에서 인터시티익스프레스가 운행하고 있는데 이 열차는 엑스포 익스프레스(독일어: ExpoExpress)를 표기하고 있다. 이 열차는 다양한 노선에 투입하고 있으며 독일 노선 외에 국제 고속열차에 운행한 적이 있다.

## 같이 보기
- 지멘스 벨라로